# Durham County Stadium
Le Durham County Stadium, également connu sous le nom de Durham County Memorial Stadium, est un stade omnisports (servant principalement pour le football américain et le soccer) américain situé à Durham, en Caroline du Nord.
Le stade, doté de 8 500 places et inauguré en 1960, sert d'enceinte à domicile pour l'équipe de football américain féminine des Phoenix de Caroline, ainsi que pour l'équipe de soccer de Tobacco Road Football Club.

## Histoire
La CIAA (Central Intercollegiate Athletic Association) organisait au stade son match de championnat de football américain entre 2008 et 2012, puis à nouveau en 2014 et 2015, avant de changer de lieu pour Salem en Virginie.
En plus d'accueillir des matchs de football américain des collèges et lycées avoisinants, le Durham Stadium sert également de stade à domicile aux Carolina Phoenix, club féminin de l'Independent Women's Football League, qui remporte le IWFL World Championship de 2013.
Le Durham Stadium est également un des hauts lieux du tir à l'arc et de l'athlétisme dans toute la Caroline du Nord.